# AR-15
El ArmaLite AR-15 es un fusil semiautomático  de 5,56 mm, accionado por gas y alimentado desde cargadores de 25 y 20 cartuchos, que cuenta con un cerrojo rotativo y un diseño lineal. Fue diseñado por Eugene Stoner, Leroy James Sullivan y Bob Fremont, a partir del fusil AR-10. El AR-15 fue diseñado desde el inicio como un fusil de asalto ligero, que dispararía un nuevo cartucho con una bala de pequeño calibre y alta velocidad, que permitiría a los soldados transportar mayor cantidad de munición.
En 1959, ArmaLite vendió sus derechos sobre el AR-15 a la Colt's Manufacturing Company debido a dificultades financieras. La Colt continuó produciendo el fusil bajo la marca Colt ArmaLite AR-15 y lo publicitó a diversas Fuerzas Armadas alrededor del mundo.
Después de varias modificaciones (principalmente la reubicación de la manija de carga desde bajo el asa de transporte a la parte posterior del cajón de mecanismos), el nuevo fusil rediseñado fue adoptado por el Ejército de los Estados Unidos como el fusil M16, que entró en producción en marzo de 1964. La Colt continuó empleando la marca registrada AR-15 para su serie de fusiles semiautomáticos dirigidos al mercado civil y policial, conocidos como Colt AR-15. El ArmaLite AR-15 fue el precursor de una variedad de modelos de fusiles semiautomáticos y de asalto.

## Diseño

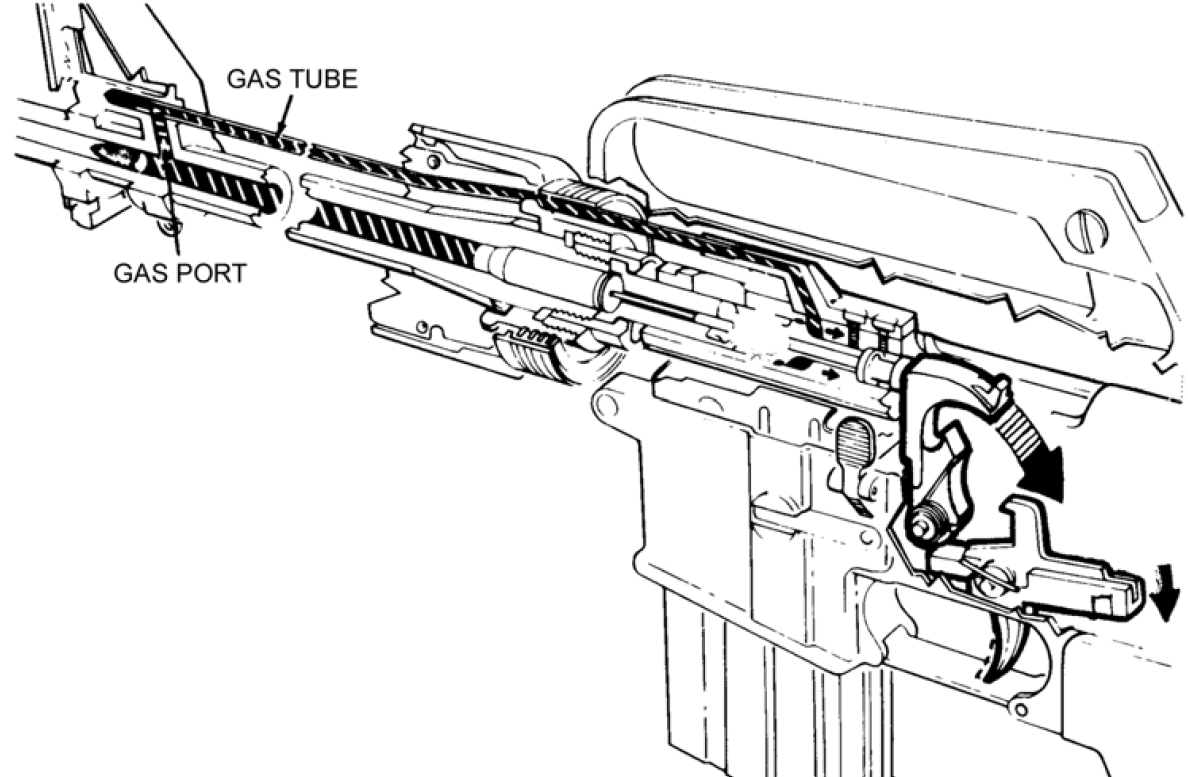
Esquema del sistema de disparo del M16, un fusil de diseño bastante similar al AR-15. La única diferencia entre estos dos es que el primero es automático mientras que el AR-15 solo tiene capacidad de disparo semiautomático.

Desarrollado en 1956, el AR-15 debe su existencia a los estudios realizados que comprobaron que el mejor cartucho militar sería similar a un .223 Remington de alta velocidad. Sobre la base de este análisis el Ejército estadounidense solicitó el diseño de un fusil de calibre 5,56 mm con un alcance efectivo de 500 metros, dejando el proyecto a cargo de Eugene Stoner. Fue utilizado en la guerra de Vietnam por Estados Unidos.
El fusil AR-15 estándar acepta una gran variedad de cargadores con diferentes capacidades y posee un pistolete que sobresale de la línea de la culata, dando como resultado un fusil altamente adaptable y configurable. Puede equiparse con accesorios tales como un bípode, culatas retráctiles o plegables, cañones con apagallamas y sistemas de riel para añadirle linternas, punteros láser, mira telescópica, etc.
Tiene un cajón de mecanismos con dos secciones, superior e inferior, separadas y de fácil desmontaje sin herramientas. La sección superior está considerada como un accesorio aislado y puede ser comprada a diversos proveedores.

## Historia
Después de la Segunda Guerra Mundial, el Ejército estadounidense empezó a buscar un fusil automático que reemplace al M1 Garand, las carabinas M1/M2, el M1918 BAR, el M3 "Grease Gun" y el Thompson. Sin embargo, los primeros experimentos con versiones del M1 Garand dotados con selector de modo de disparo demostraron ser decepcionantes. Durante la guerra de Corea, la carabina M2 con selector reemplazó principalmente al subfusil en servicio estadounidense y pasó a ser la carabina más empleada. Sin embargo, la experiencia en combate demostró que el cartucho .30 Carbine era poco potente. Los diseñadores de armas estadounidenses llegaron a la conclusión de que se necesitaba un cartucho de potencia intermedia, recomendando uno que montase una bala de pequeño calibre y alta velocidad.
Sin embargo, los comandantes estadounidenses retirados que se habían enfrentado a enemigos fanatizados y que experimentaron importantes problemas logísticos durante la Segunda Guerra Mundial y la guerra de Corea, insistían en que debía desarrollarse un solo cartucho calibre 7,62 mm, que no solamente sería empleado por el nuevo fusil automático, sino también por la nueva ametralladora de propósito general que se estaba desarrollando. Esto culminó en el desarrollo del cartucho 7,62 x 51 OTAN.
Entonces el Ejército estadounidense empezó a probar varios fusiles para reemplazar al obsoleto M1 Garand. El T44E4 y el más pesado T44E5 del Arsenal de Springfield eran esencialmente versiones actualizadas del Garand modificadas para disparar el nuevo cartucho de 7,62 mm, mientras que la Fabrique Nationale de Herstal envió su FN FAL con la designación T48. La ArmaLite entró tarde al concurso, enviando apresuradamente varios prototipos del AR-10 en el otoño de 1956 al Arsenal de Springfield para que fuesen probados.

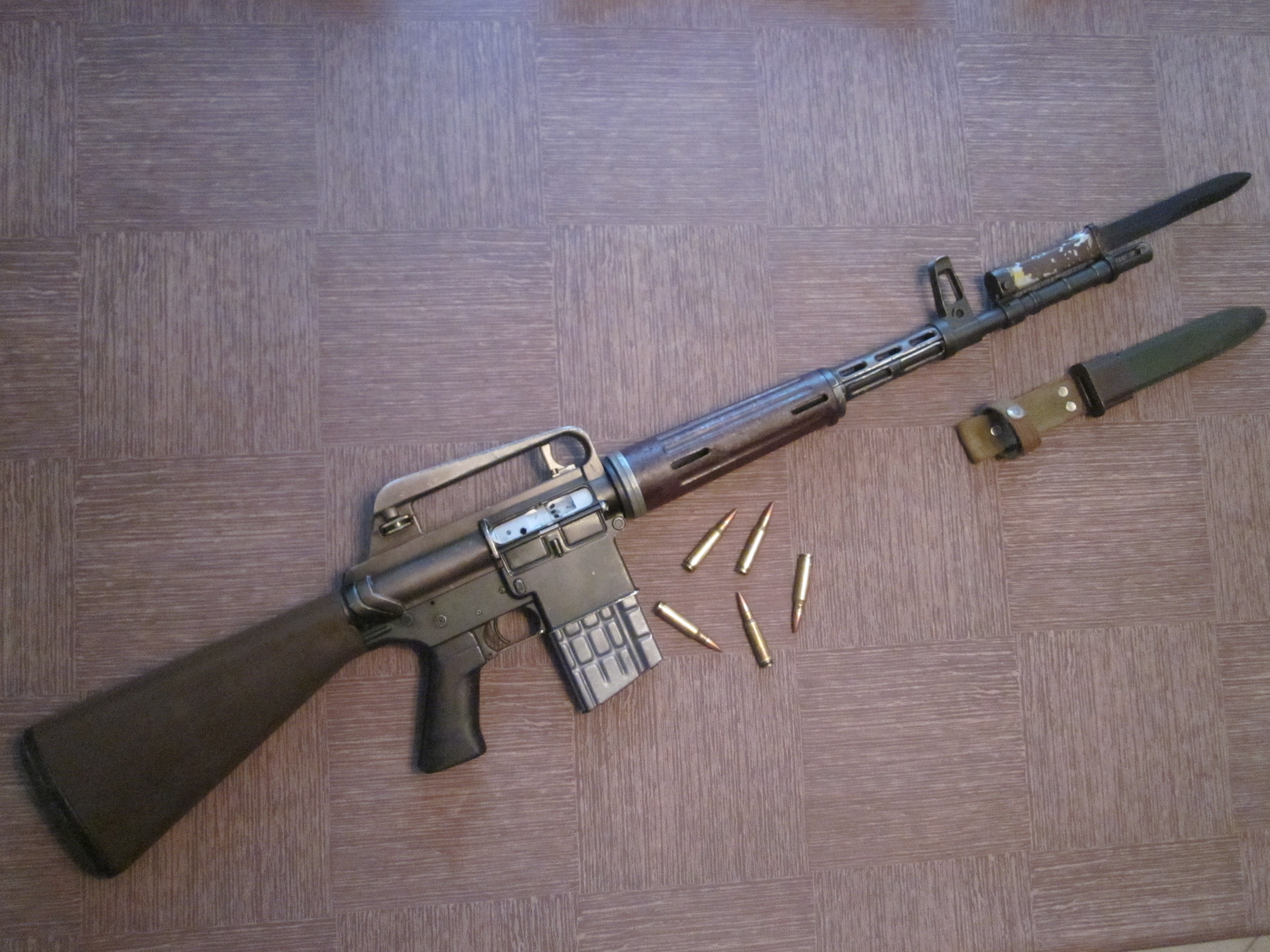
Un ArmaLite AR-10 con su bayoneta montada, fabricado por Artillerie Inrichtingen (A.I.).

El AR-10 tenía un innovador diseño que alineaba la culata con el cañón, su cajón de mecanismos estaba hecho de aleación de aluminio forjado y su culata y guardamanos eran de resina fenólica. Tenía sencillos mecanismos de puntería elevados, una gran bocacha apagallamas/freno de boca de aluminio y un sistema de gas ajustable. El prototipo final tenía un cajón de mecanismos con dos mitades (inferior y superior) unidas con la hoy usual bisagra y pasadores de desarme, mientras que la manija de carga estaba sobre el cajón de mecanismos, debajo del asa de transporte. Para un fusil que disparaba el cartucho 7,62 x 51 OTAN, el AR-10 era muy ligero, pesando apenas 3,10 kg descargado. Los comentarios iniciales del equipo de prueba del Arsenal de Springfield eran favorables, algunos de los probadores comentando que el AR-10 era el mejor fusil automático ligero que fue probado en el Arsenal.
Al final el Ejército estadounidense eligió al T44, que recibió la designación de fusil M14 y básicamente era un M1 Garand mejorado con cargador extraíble de 20 cartuchos y selector de modo de disparo. Estados Unidos también adoptó la ametralladora de propósito general M60. Sus aliados de la OTAN adoptaron los fusiles FN FAL y HK G3, así como las ametralladoras FN MAG y Rheinmetall MG3.
Los primeros enfrentamientos entre el AK-47 soviético y el M14 tuvieron lugar durante las etapas iniciales de la guerra de Vietnam. Los informes de campaña indicaban que el M14 era imposible de controlar cuando disparaba en modo automático y los soldados no podían transportar suficiente munición para mantener la superioridad del poder de fuego ante el AK-47. Aunque la carabina M2 ofrecía una alta cadencia de disparo, era poco potente y finalmente fue sobrepasada por el AK-47. Se necesitaba un arma de reemplazo: una que estuviese entre la tradicional preferencia por los fusiles de alto poder como el M14, y la alta cadencia de la carabina M2.

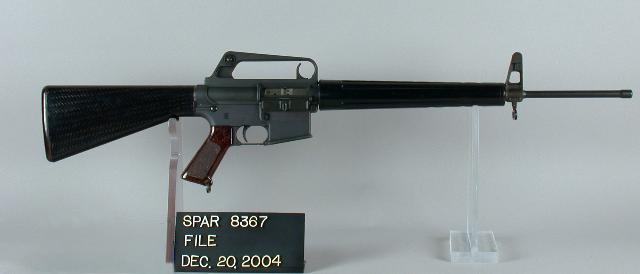
Un ArmaLite AR-15 primigenio, sin cargador ni bocacha apagallamas.

Como consecuencia, el Ejército se vio obligado a reconsiderar una solicitud hecha en 1957 por el general Willard G. Wyman, comandante del Mando Continental del Ejército de los Estados Unidos (CONARC), para desarrollar un fusil con selector de disparo de calibre 5,56 mm y que pesase 2,7 kg con un cargador de 20 cartuchos. El cartucho de 5,56 mm debía perforar un casco M1 estándar a 460 m y mantener una velocidad superior a la velocidad del sonido, mientras igualaba o superaba la capacidad de producir heridas del cartucho .30 Carbine. Al final esta solicitud dio como resultado el desarrollo de una versión de menor tamaño del AR-10, llamada AR-15.
En 1958, la ArmaLite envió 10 fusiles AR-15 y 100 cargadores de 25 cartuchos para ser probados por el CONARC. Las pruebas demostraron que un equipo de 5 a 7 hombres armados con AR-15 tenía la misma potencia de fuego que uno de 11 hombres armados con M14. Los soldados armados con AR-15 podían transportar el doble de munición que aquellos armados con M14. Además, el AR-15 era tres veces más fiable que el M14. Sin embargo, el general Maxwell Taylor, en aquel entonces Jefe del Cuartel General, "vetó" al AR-15 en favor del M14. En 1959, la ArmaLite tenía problemas financieros y, frustrada por la falta de resultados, vendió sus derechos sobre el AR-10 y el AR-15 a la Colt's Manufacturing Company.

### La era Colt

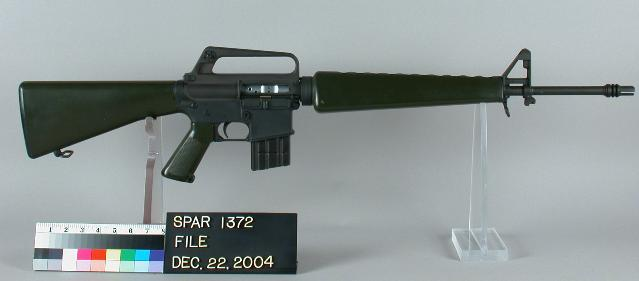
Un Colt ArmaLite AR-15 Modelo 01, con cargador de 20 cartuchos.

Después de comprar los derechos sobre el AR-15, la Colt rápidamente rediseñó el fusil, principalmente reubicando la palanca de carga, que estaba bajo el asa de transporte, como en el anterior AR-10, a la parte posterior del cajón de mecanismos, como en el posterior M16. Entonces redesignó el fusil como Colt ArmaLite AR-15 Modelo 01. Tras una gira promocional por el Lejano Oriente, la Colt hizo su primera venta de fusiles Colt ArmaLite AR-15 a la Federación Malaya el 30 de septiembre de 1959. Esta empresa produjo su primer lote de 300 Colt ArmaLite AR-15 en diciembre del mismo año. Después continuó publicitando al Colt ArmaLite AR-15 a las Fuerzas Armadas de varios países.
En julio de 1960, el general Curtis LeMay, entonces Vicejefe de Mando de la Fuerza Aérea de los Estados Unidos, quedó impresionado por una demostración del AR-15 y encargó 8500 fusiles. Mientras tanto, el Ejército continuó probando el AR-15, descubriendo que el fusil con cartucho intermedio de 5,56 mm era más sencillo de disparar que el M14 estándar de 7,62 mm. En una prueba de puntería de 1961, el Ejército estadounidense descubrió que el 43% de los tiradores que empleaban el AR-15 habían alcanzado el nivel de Experto, mientras que solamente el 22% de usuarios del M14 habían alcanzado tal nivel. Además, su menor retroceso hacía que fuese más controlable cuando era disparado en modo automático.
En el verano de 1961, el general LeMay fue ascendido a Jefe de Mando de la Fuerza Aérea de los Estados Unidos y solicitó 80 000 AR-15 adicionales. Pero el general Maxwell D. Taylor, en aquel entonces presidente del Estado Mayor Conjunto de los Estados Unidos (que repetidamente se enfrentó a LeMay), advirtió al presidente John F. Kennedy que tener dos calibres distintos al mismo tiempo en el sistema militar resultaría problemático y la solicitud fue rechazada.: 372  En octubre de 1961, William Godel, miembro de la Agencia de Proyectos de Investigación Avanzada, envió 10 AR-15 a Vietnam del Sur. Su acogida fue entusiasta y en 1962 se enviaron 1000 AR-15.: 372–373  Los miembros de las Fuerzas Especiales del Ejército de los Estados Unidos redactaron reportes de batalla donde alababan al AR-15 y el poder de parada de su cartucho de 5,56 mm, presionando así por su adopción.

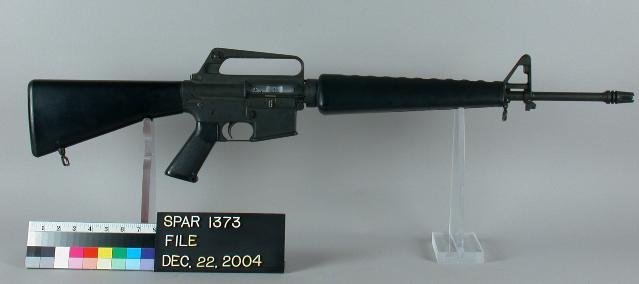
Un Colt ArmaLite AR-15 Modelo 02 sin cargador y cañón con la nueva tasa de rotación de 1:12.

Inicialmente se creía que el daño producido por la bala de 5,56 mm era causado por "zigzagueo" debido a la lenta tasa de rotación de 1:14 (360 mm) del estriado del ánima.: 372  Sin embargo, cualquier bala puntiaguda con núcleo de plomo "zigzagueará" después de penetrar en la carne, debido a que el centro de gravedad está hacia su base. Las grandes heridas observadas por los soldados en Vietnam eran en realidad causadas por la fragmentación de la bala, que se produce por una combinación de la velocidad de la bala y su construcción. Estas heridas eran tan devastadoras, que las fotografías estuvieron clasificadas hasta la década de 1980.: 373 
Pero pese a la abrumadora evidencia de que el AR-15 podía ofrecer más poder de fuego que el M14, el Ejército rehusó adoptar el nuevo fusil. El secretario de Defensa de los Estados Unidos Robert McNamara tenía ante sí dos puntos de vista conflictivos: el reporte de la APIA que favorecía al AR-15 y la opinión del Ejército que favorecía al M14. Incluso el presidente Kennedy se mostró preocupado, por lo que McNamara ordenó al secretario del Ejército Cyrus Vance que probase el M14, el AR-15 y el AK-47. El Ejército informó que solamente el M14 era adecuado para servicio, pero Vance tenía dudas sobre la imparcialidad de quienes habían llevado a cabo las pruebas. Ordenó al inspector general del Ejército que investigase los métodos de prueba empleados, y el inspector general confirmó que los probadores tenían sesgos hacia el M14.
En enero de 1963, el secretario McNamara recibió reportes sobre la producción del M14, que era insuficiente para cubrir las necesidades de las Fuerzas Armadas y ordenó detener la producción de dicho fusil. En aquel entonces, el AR-15 era el único fusil que podía cumplir el requisito de un arma de infantería "universal" para ser suministrada a todas las ramas de servicio. McNamara ordenó su adopción pese a recibir reportes sobre varias deficiencias, principalmente la falta de cromado en la recámara.

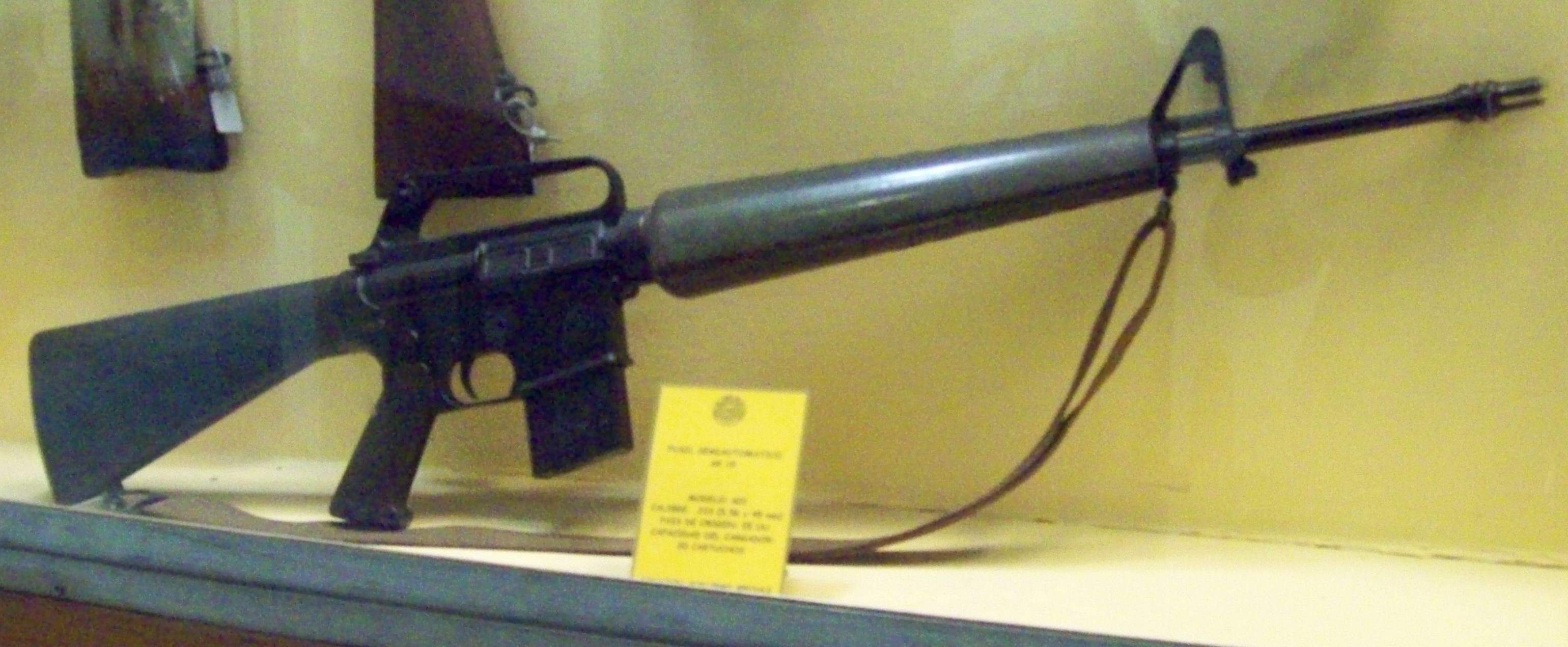
Un primigenio M16, sin botón de empuje frontal.

Después de hacerle modificaciones, el nuevo fusil rediseñado fue designado como Fusil, Calibre 5,56 mm, M16. Mientras tanto, el Ejército cedió y recomendó la adopción del M16 para operaciones militares en la selva. Sin embargo, el Ejército insistió en incorporar un botón de empuje frontal para ayudar a cerrar el cerrojo en caso de que un cartucho no ingrese completamente en la recámara. La Fuerza Aérea, la Colt y Eugene Stoner creían que la adición de dicho mecanismo era un gasto injustificado. En consecuencia, el modelo se dividió en dos variantes: el M16 de la Fuerza Aérea sin botón de empuje frontal y el XM16E1 con botón de empuje frontal para las otras ramas de servicio.

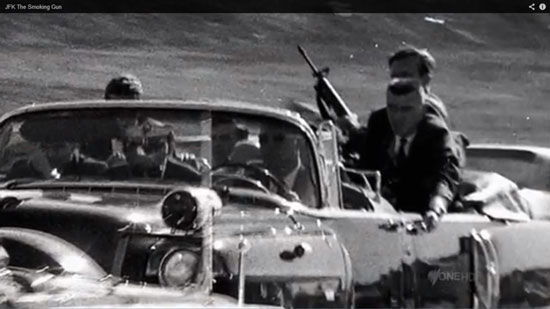
El agente del Servicio Secreto George W. Hickey empuña un ArmaLite AR-15 unos instantes después del asesinato del Presidente Kennedy en Dallas el 22 de noviembre de 1963.

En noviembre de 1963, McNamara aprobó la orden del Ejército para 85 000 XM16E1;: 380, 392  y para apaciguar al general LeMay, a la Fuerza Aérea se le aprobó una orden para 19 000 M16 adicionales.: 380  En marzo de 1964, el fusil M16 entró en producción y el Ejército aceptó el primer lote de 2129 fusiles ese mismo año, con 57 240 fusiles adicionales el año siguiente.
El Colt ArmaLite AR-15 fue descontinuado después de la adopción del M16. La mayoría de fusiles AR-15 en servicio estadounidense fueron actualizados a la configuración del M16. El Colt ArmaLite AR-15 también fue empleado por el Servicio Secreto de los Estados Unidos y otras agencias policiales federales, estatales y locales.
Al poco tiempo de que el Ejército estadounidense adoptase el M16, la Colt introdujo su línea de fusiles semiautomáticos Colt AR-15, que son ofertados al mercado civil y policial. La Colt continúa empleando el nombre AR-15 en estos fusiles como un homenaje al ArmaLite AR-15, su predecesor.

## Principales características

### Armalite AR-15

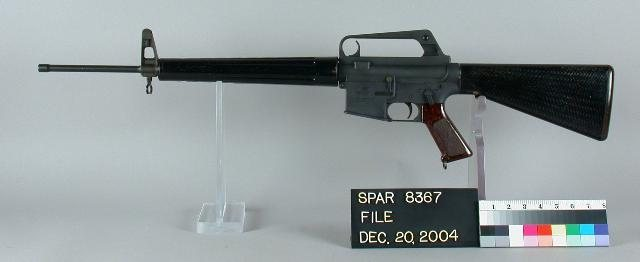
Un primigenio ArmaLite AR-15 sin bocacha apagallamas ni cargador.

El AR-15 es un fusil de asalto calibre 5,56 mm, accionado por empuje directo de los gases del disparo y alimentado desde un cargador. Tiene un cerrojo rotativo y un diseño lineal. Fue diseñado sobre todo para ser un arma ligera y disparar un nuevo cartucho ligero con bala de pequeño calibre y alta velocidad, permitiéndole al soldado transportar más munición. Su diseño se hizo pensando en su producción con amplio uso de aleaciones de aluminio y plástico mediante maquinaria automatizada con control numérico computarizado.

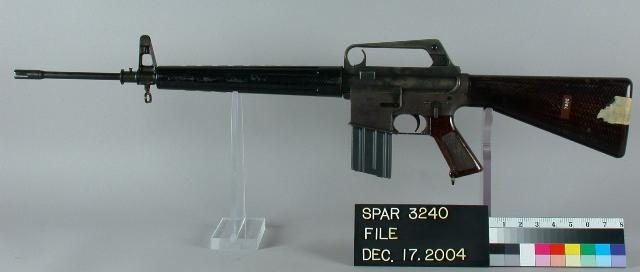
Un ArmaLite AR-15 con cargador de 25 cartuchos y bocacha apagallamas.

Este fusil es un sistema modular de armas. Es sencillo de ensamblar, modificar y reparar usando unas cuantas herramientas simples y una superficie plana donde trabajar. La mitad superior del cajón de mecanismos incorpora el guardamanos, la manija de carga, el sistema de gas, el cañón, el cerrojo y el portacerrojo. La mitad inferior del cajón de mecanismo incorpora el brocal del cargador, el pistolete y la culata. También contiene el gatillo, el fiador, el martillo y el seguro-selector (colectivamente conocidos como grupo de control de disparo). El apagallamas tipo "pico de pato" del AR-15 tiene tres prolongaciones y fue diseñado para evitar que el fogonazo afecte la visión del tirador durante las operaciones nocturnas. Los primeros AR-15 tenían un cargador de 25 cartuchos. Los modelos posteriores empleaban un cargador de 20 cartuchos con paredes cuadrilladas, que iba a ser un ligero artículo descartable. En consecuencia, estaba hecho de chapa de aluminio estampada y no fue diseñado para durar.
La característica ergonómica más disitintiva del AR-15 es el asa de transporte con alza situada sobre el cajón de mecanismos. Esta es un subproducto del diseño, donde el asa sirve para proteger la manija de carga. El fusil tiene un radio de puntería de 500 mm. Utiliza un alza abierta pivotante con dos ajustes, 0-300 m y 300-400 m. El punto de mira es un poste ajustable en elevación. El alza puede ajustarse en acimut. Los mecanismos de puntería pueden ajustarse con la punta de una bala o una herramienta puntiaguda.
"El sistema Stoner (AR-15) ofrece un diseño muy simétrico que permite el movimiento lineal de los componentes operativos. Estos permite que las fuerzas del retroceso vayan en línea recta. En lugar de conexiones u otras piezas mecánicas que accionan el sistema, el gas con alta presión cumple esta función, reduciendo el peso de las piezas móviles y del fusil en general." El diseño del AR-15 con retroceso lineal, donde el muelle recuperador está ubicado en la culata, detrás del portacerrojo, sirviendo al mismo tiempo como amortiguador del retroceso. Como la culata está alineada con la recámara, también se reduce la elevación del cañón, especialmente cuando se dispara en modo automático. Como el retroceso no cambia significativamente los ajustes del punto de mira, se pueden efectuar varios disparos seguidos y se reduce la fatiga del tirador.

### Colt ArmaLite AR-15 (Modelo 601 y 602)

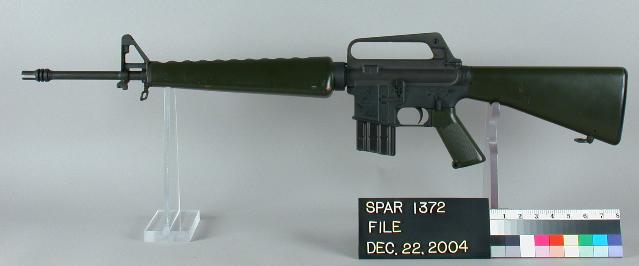
Un Colt ArmaLite AR-15 Modelo 01 con cargador de 20 cartuchos, fabricado entre 1959-1964.

Un Colt ArmaLite AR-15 Modelo 02 sin cargador y cañón con la nueva tasa de rotación de 1:12, fabricado en 1964.

Los primeros dos modelos que produjo la Colt después de comprar los derechos del fusil a la ArmaLite fueron el Modelo 601 y el Modelo 602, que básicamente son clones del ArmaLite AR-15 original. De hecho, a estos fusiles frecuentemente se les estampó Colt ArmaLite AR-15, Property of the U.S. Government caliber .223 sin referencia alguna a la designación M16.
El Modelo 601 y el Modelo 602 son virtualmente idénticos al posterior M16 sin botón de empuje frontal. Al igual que en el M16, su manija de carga fue reubicada desde bajo el asa de transporte como en el AR-10, a la parte posterior del cajón de mecanismos. Fueron equipados con culatas y guardamanos triangulares, a veces de color verde o marrón. La base del punto de mira tenía una forma más triangular. Las mitades inferiores de sus cajones de mecanismos eran lisas y no tenían superficies elevadas alrededor del brocal del cargador. A su retén del cerrojo le faltaba una superficie de agarre inferior elevada y solo tenía una superficie cuadrillada o rayada que debía ser asida con el pulgar, el índice o la uña del pulgar debido a la falta de esta superficie. También se modificaron las posiciones de sus seguros-selectores, de arriba-seguro, atrás-semiautomático y adelante-automático, a las hoy familiares adelante-seguro, arriba-semiautomático y atrás-automático del fusil M16.
La única gran diferencia entre el Modelo 601 y el Modelo 602 fue el cambio de la tasa de rotación del estriado del ánima, de la original de 1:14 a la más usual 1:12. El Modelo 601 fue adoptado primero por la Fuerza Aérea de los Estados Unidos, siendo rápidamente complementado con el Modelo 602 (o XM16) y más tarde con el Modelo 604 (M16). Con el paso del tiempo, los fusiles Modelo 601 y Modelo 602 fueron modificados a la configuración del M16. La Fuerza Aérea estadounidense continuó empleando los fusiles ArmaLite AR-15 hasta bien entrada la década de 1990.